# Almudena Rodríguez
Almudena María Rodríguez Rodríguez (* 9. November 1993 in Las Palmas de Gran Canaria) ist eine spanische Handballspielerin, die dem Kader des spanischen Erstligisten Rocasa Gran Canaria angehört.

## Karriere
Almudena Rodríguez lief für den spanischen Erstligisten Rocasa Gran Canaria ACE auf, mit dem sie 2015 und 2017 den Copa de la Reina sowie 2016 den EHF Challenge Cup gewann. In der Saison 2016/17 wurde die Linkshänderin zum Most Valuable Player der spanischen Liga gewählt. Im Sommer 2017 wechselte die Rückraumspielerin zum rumänischen Erstligisten CS Gloria 2018 Bistrița-Năsăud. In der Saison 2019/20 stand Rodríguez beim deutschen Bundesligisten Thüringer HC unter Vertrag. Anschließend kehrte sie zum CS Gloria 2018 Bistrița-Năsăud zurück. Seit dem Sommer 2022 steht Rodríguez wieder bei ihrem Ausbildungsverein Rocasa Gran Canaria unter Vertrag. Am 21. Februar 2023 zog sie sich in einem Pflichtspiel einen Kreuzbandriss zu.
Almudena Rodríguez gehört dem Kader der Spanischen Nationalmannschaft an. Bislang erzielte sie 196 Treffer in 106 Länderspielen. 2018 errang sie die Goldmedaille bei den Mittelmeerspielen. Bei der Weltmeisterschaft 2019 gewann sie mit der spanischen Auswahl die Silbermedaille. Mit der spanischen Auswahl nahm sie an den Olympischen Spielen in Tokio und an der Europameisterschaft 2022 teil.